# エキサテカン
エキサテカン（Exatecan）は、カンプトテシンの構造類似体であり、抗悪性腫瘍活性を有する薬剤である。
トラスツズマブ デルクステカンには、その誘導体が使用されている。